# Пилипенко Радомир Дмитрович

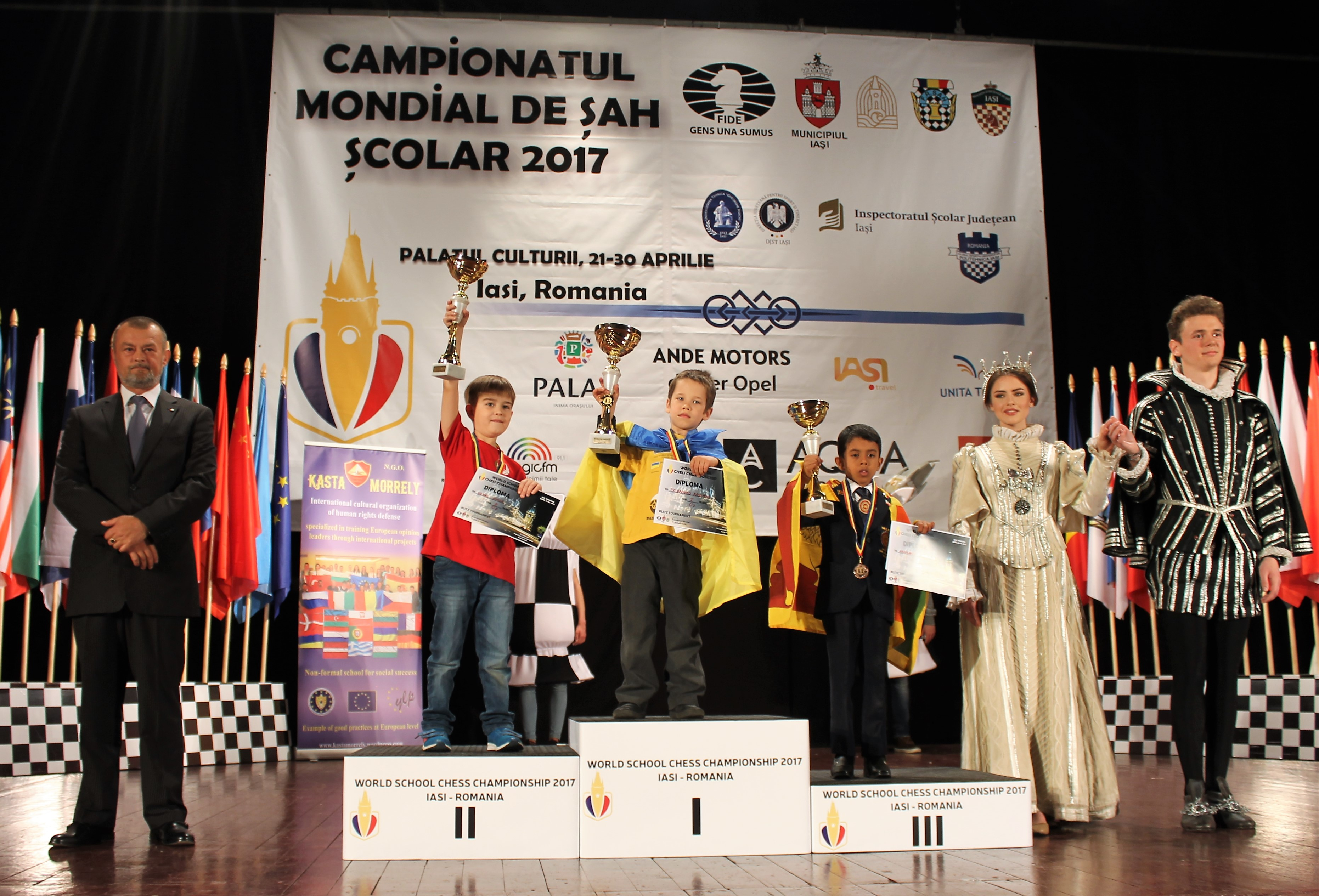
Церемонія нагородження WSCC 2017

Пилипенко Радомир Дмитрович ( •  17 січня 2010, Київ, Україна) — чемпіон світу з блискавичних шахів (бліц) серед школярів до 7 років 2017 року.
У 2017 році учасниками Чемпіонату світу з шахів серед школярів (FIDE World School Chess Championship), що проходив у Румунії в м. Ясси з 21 по 30 квітня, були 576 школярів із 41 країни світу. Під час Чемпіонату в окремому турнірі з блискавичних шахів (бліц) Пилипенко Радомир виборов перше місце в наймолодшій віковій категорії серед юнаків та дівчат до 7 років (Open Under-7). На момент перемоги вік шахіста становив 7 років 3 місяці та 9 днів, що робить його наймолодшим українцем, який перемагав на будь-якому з чемпіонатів світу із шахів під егідою ФІДЕ.
Змагання проводились з контролем часу 3 хвилини на партію кожному гравцю і з додаванням 2 секунд після кожного ходу.
Юний чемпіон є вихованцем київського шахового клубу «Оболонь-гросмейстер» (тренер С. Ю. Шистарьов). Після Чемпіонату світу (станом на травень 2017) ФІДЕ-рейтинг з бліцу спортсмена дорівнює 1681 пунктів.

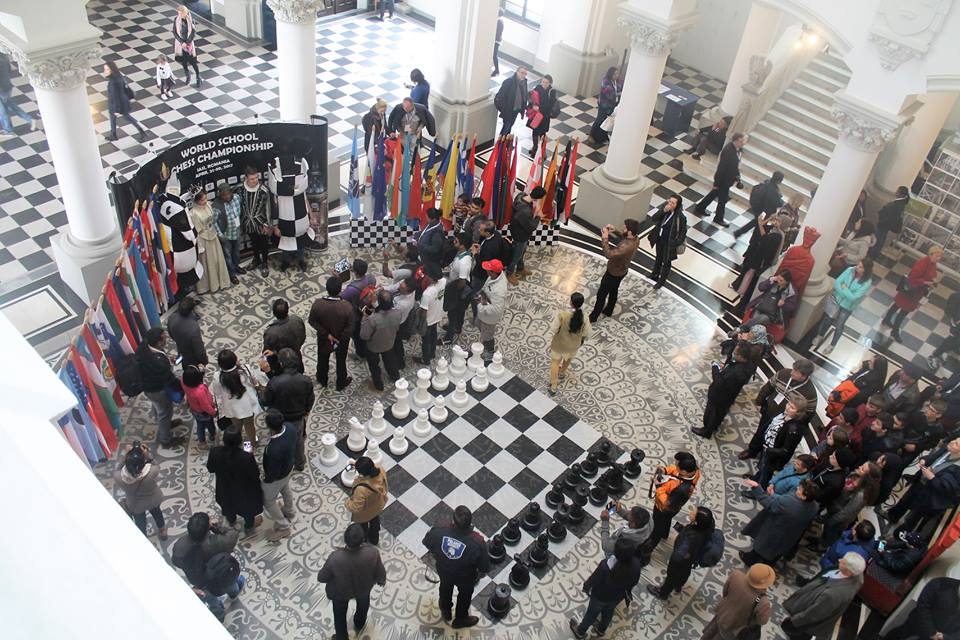
На Чемпіонаті світу з шахів серед школярів (FIDE World School Chess Championship)
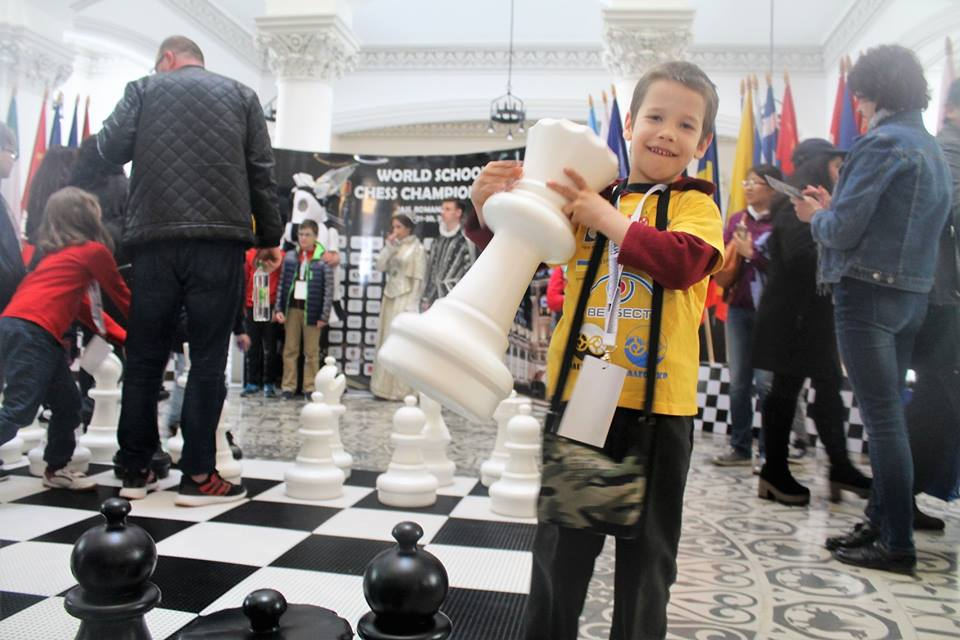
На Чемпіонаті світу з шахів серед школярів (FIDE World School Chess Championship)
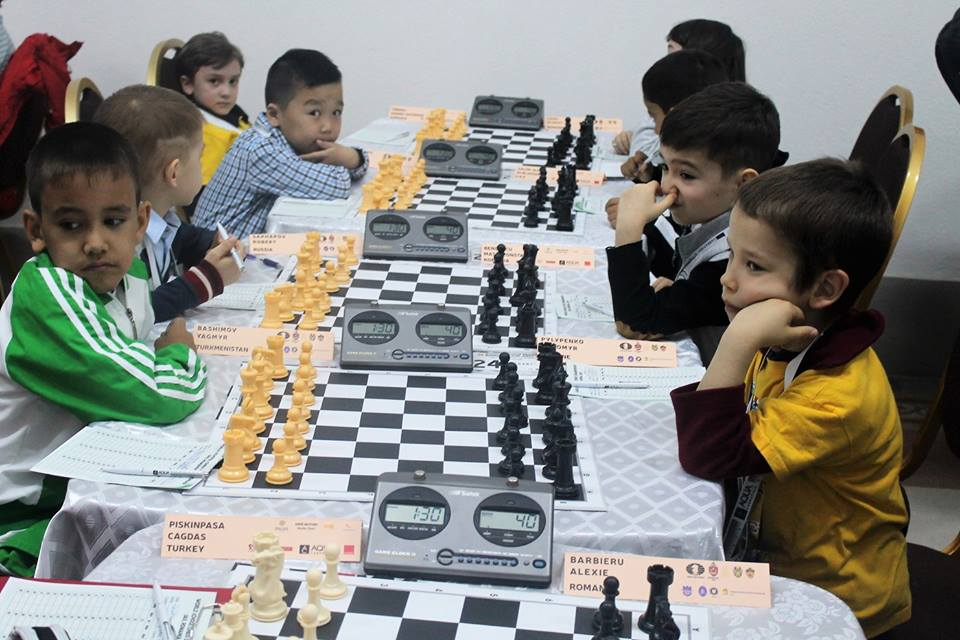
На Чемпіонаті світу з шахів серед школярів (FIDE World School Chess Championship)
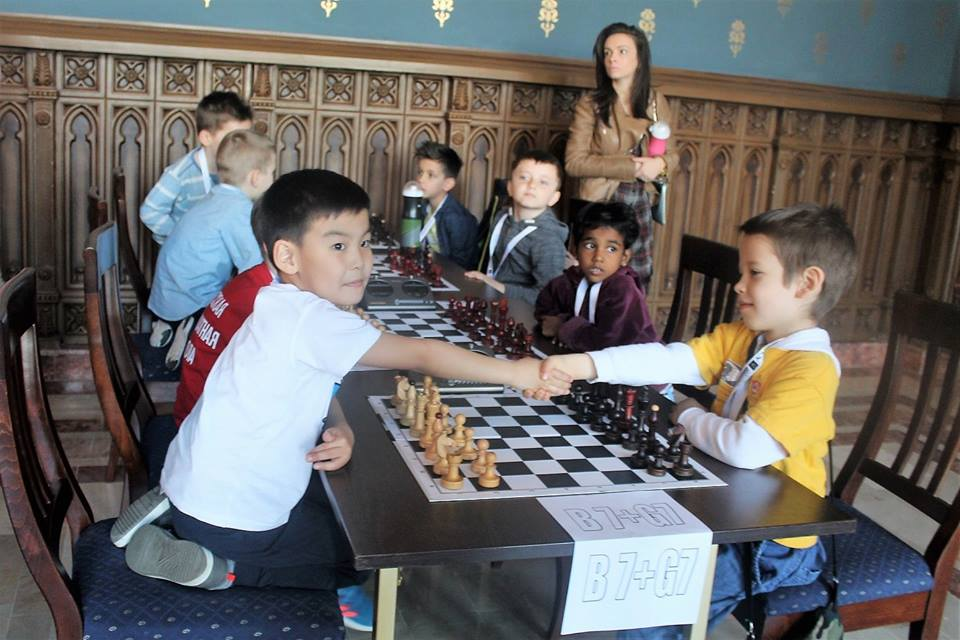
На Чемпіонаті світу з шахів серед школярів (FIDE World School Chess Championship)
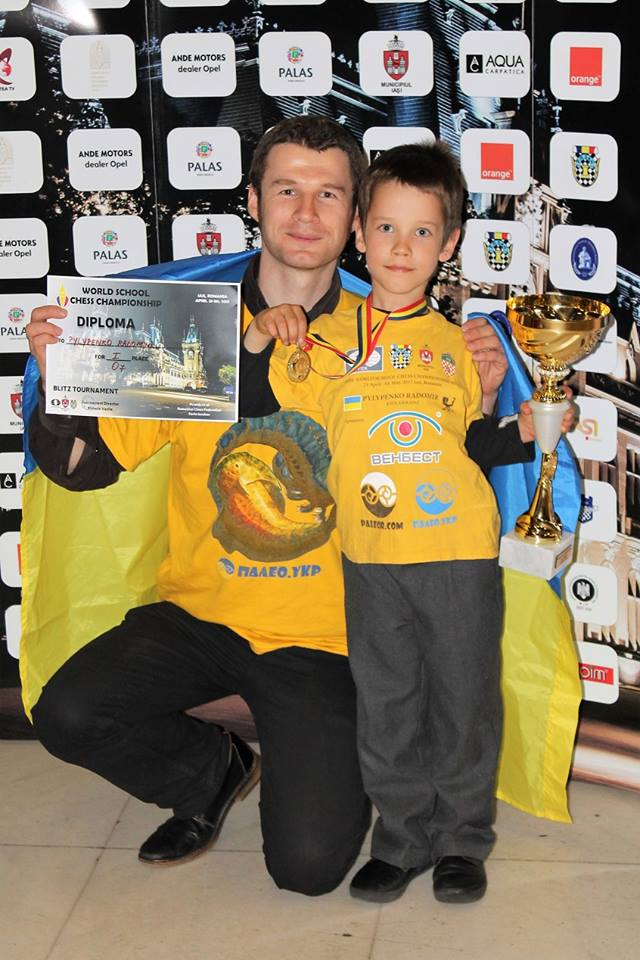
Чемпіон світу з блискавичних шахів 2017 Пилипенко Радомир разом з батьком
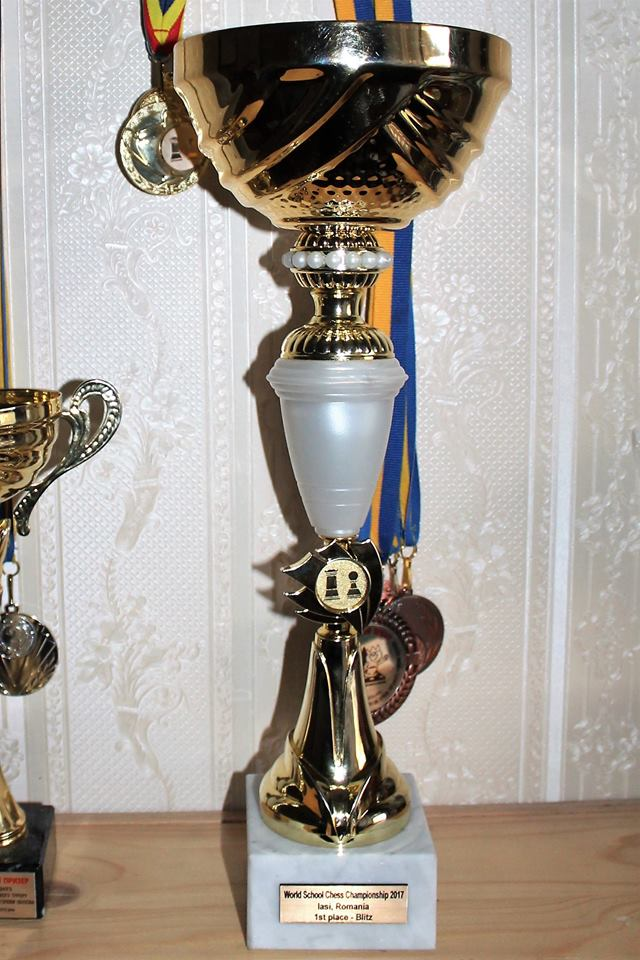
Кубок чемпіону з шахів бліц 2017 року